# Radio & Weasel
Radio&Weaselは、ウガンダの音楽グループ。音楽レーベルGoodlyfe Crewに所属する。

## 音楽スタイル
レゲエ・中でもダンスホールレゲエが多い。

## クルー／Radio&Weaselの歴史
シンガーのMoses Radioはジンジャ市出身で、2004年にJose Chameleoneのクルー／レーベル・Leone Islandに加入し、バックボーカルとして活動していた。Chameleoneの実弟であるWeaselは同クルーのサポートで幾つかのソロリリースをし、二人が合流したのち、Leone Islandのマネージャーと共に2008年にGoodlyfe Crewを設立した。

## 解散騒動
2014年9月頃、クルー結成当初からのマネージャー・Jeff Kiwanukaがライブのギャランティの大半をくすねている、とRadio Mosesが非難、またRadio&WeaselがMTVアフリカ・ミュージックアウォーズにノミネートされ、会場に招待されていたにもかかわらず、招待状や航空券が渡されていない事なども露見する。一方のJeff Kiwanuka側もMosesは自身が経営するバーにばかり時間を割き、音楽活動を疎かにしていると主張した。暴力沙汰や共同所有していた家での揉め事に発展する。後任はシンガーのDavid Lutaloが内定と報じられる等解散一歩手前までの状態であった。Radio及びWeaselがクルー脱退、裁判へ持ち込まれる。最終的にクルー側がKiwanukaを解雇することでデュオは再結成、事態は収束に向かう。尚Kiwanukaはその後、クルー所属だったSheebah Karungi、King Saha、そしてWeasel及びChameleoneの実弟二人、PallasoとAK47(2015年3月死去)を引き抜く形でTEAM NO SLEEPを結成している。
2015年にはムセベニ大統領の選挙キャンペーンでMoses Radioのソロ曲「Neera」の歌詞を差し替えされたバージョンが使用され、そのギャランティの支払いに関してRadioとWeaselの不仲・解散が報じられたが、二人ははっきりと否定している。